# Simon Templeman
Simon Templeman, även känd som Simon Templeton, är en engelsk skådespelare och röstskådespelare, känd för sina roller som Kain i spelserien Legacy of Kain, Jacob Danik i Dead Space 3 och som Teyrn Loghain Mac Tir i Dragon Age: Origins. Templeman fick också berömmelse för sin roll som Angel of Death i TV-serien Förhäxad. Han är gift med skådespelerskan Rosalind Chao.

## Filmografi

### Roller inom animerade TV-serier
- James Bond Junior – Trevor Noseworthy IV
- Loonatics Unleashed – Dr. Dare
- Luftens hjältar – Rick Skye
- Totally Spies – Dr. Gilee
- The Fantastic Four – Säsong 2 – Doctor Doom
- The Incredible Hulk – Doctor Doom
- Prins Valiant – Sir Mordred

### TV
- The Neighbors - "Larry Bird"
- 24 - Säsong 3 – Trevor Tomlinson (Episod 17 - 5:00am–6:00am)
- Angel – Säsong 5 (Episod 4 – Hellbound) – Matthias Pavayne
- Förhäxad (Säsong 3, 7, 8) – Angel of Death
- Just Shoot Me! – Säsong 7 - Simon Leeds
- Lois & Clark (Episod 4.01, Episod 4.02) – Lord Nor
- Ned & Stacey (Säsong 1, Episod 3) - Nigel Davies
- Det ljuva livet i Alaska - Caldecott "Cal" E. Ingram
- Star Trek: The Next Generation (Säsong 3, Episod 10) – John Bates (Hans fru Rosalind Chao, spelade som Keiko O'Brien i flera episoder)
- Cityakuten (Säsong 14, Episod 8) - Gareth, the Defender of Cheese

### Datorspel
| År   | Title                               | Role                                               | Noter                       |
| ---- | ----------------------------------- | -------------------------------------------------- | --------------------------- |
| 1995 | Tactics Ogre: Let Us Cling Together | Berättaren                                         | Röstroll                    |
| 1996 | Blood Omen: Legacy of Kain          | Kain                                               | Röstroll                    |
| 1999 | Legacy of Kain: Soul Reaver         | Kain Dumah                                         | Röstroll                    |
| 1999 | Crusaders of Might and Magic        | Black Guard                                        | Röstroll                    |
| 2001 | Soul Reaver 2                       | Kain                                               | Röstroll                    |
| 2002 | Blood Omen 2                        | Kain                                               | Röstroll                    |
| 2003 | Legacy of Kain: Defiance            | Kain                                               | Röstroll                    |
| 2005 | Jade Empire                         | Kai Lan the Serpent                                | Röstroll                    |
| 2005 | Neopets: The Darkest Faerie         | Gelert Assassin                                    | Röstroll                    |
| 2006 | Final Fantasy XII                   | Judge Zargabaath                                   | Röstroll                    |
| 2007 | Uncharted: Drake's Fortune          | Gabriel Roman                                      | Röstroll                    |
| 2008 | Rise of the Argonauts               | Pelias                                             | Röstroll                    |
| 2008 | Fable II                            | Vict                                               | Röstroll                    |
| 2009 | Uncharted 2: Among Thieves          | Gabriel Roman                                      | Röstroll                    |
| 2009 | Dragon Age: Origins                 | Loghain Mac Tir Various characters                 | Röstroll                    |
| 2010 | Mass Effect 2                       | Han'Gerrel vas Neema Gavin Archer Olika röstroller | Röstroll                    |
| 2010 | God of War III                      | Peirithous                                         | Röstroll                    |
| 2010 | Dragon Age: Origins – Awakening     | Loghain Mac Tir                                    | Röstroll                    |
| 2011 | Uncharted 3: Drake's Deception      | Gabriel Roman                                      | Röstroll                    |
| 2011 | Star Wars: The Old Republic         | Grand Moff Rycus Kilran Threnoldt Darth Skotia     | Röstroll                    |
| 2012 | Kingdoms of Amalur: Reckoning       | Khamazandu Anokatos                                | Röstroll Teeth of Naros DLC |
| 2012 | Mass Effect 3                       | Han'Gerrel vas Neema Gavin Archer Olika röstroller | Röstroll                    |
| 2012 | Diablo III                          | Haedrig Eamon                                      | Röstroll                    |
| 2012 | Darksiders II                       | Absalom                                            | Röstroll                    |
| 2013 | Dead Space 3                        | Jacob Danik                                        | Röstroll                    |
| 2014 | Dragon Age: Inquisition             | Loghain Mac Tir                                    | Röstroll                    |